# معادلة سهولة القراءة لفراي (المقروئية)

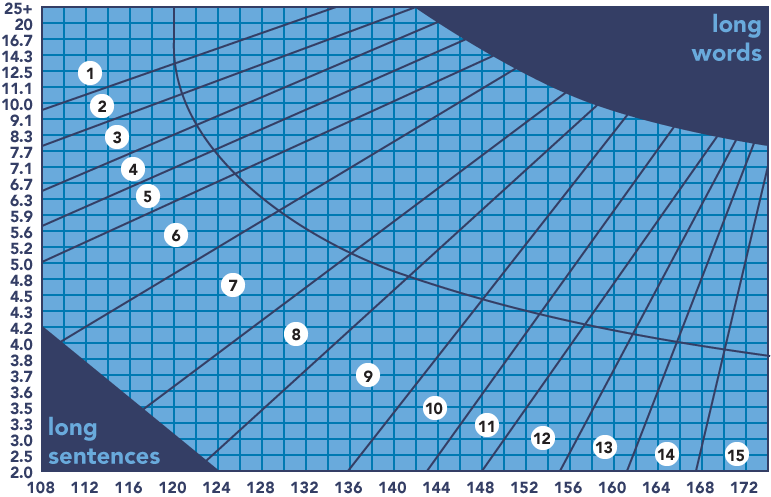

معادلة وضوح القراءة أو المقروئية لفراي (بالإنجليزية: The Fry readability formula)‏ أو منحنى سهولة القراءة لفراي، هي مقياس لسهولة قراءة النصوص باللغة الإنجليزية طورها ادوارد فراي [الإنجليزية]
يتم حساب مستوى القراءة أو مستوى صعوبة القراءة من خلال متوسط عدد الجمل (المحور الصادي) والمقاطع (المحور السيني) لكل مائة كلمة. يتم وضع هذه المتوسطات على رسم بياني محدد، تقاطع متوسط عدد الجمل ومتوسط عدد المقاطع يحدد مستوى قراءة المحتوى.
غالبًا ما تُستخدم المعادلة والرسم البياني لتوفير معيار مشترك يمكن من خلاله قياس سهولة قراءة المستندات. يتم استخدام المعادلة أحيانًا لأغراض تنظيمية، كما في الرعاية الصحية، لضمان أن تتمتع المنشورات بمستوى من المقروئية يمكن فهمه والوصول إليه من قبل أكبر عدد من الناس 